# 切斯馬號戰艦
切斯马号战列舰（俄語：Чесма）是叶卡捷琳娜二世级战列舰（俄語：Екатерина II）的第二艘，这一级前无畏舰是俄罗斯帝国海军于19世纪80年代建造的。切斯马号完工时严重超重，以至于水线装甲带大部分被淹没在水下。由于俄罗斯公司不能生产海军总参谋部期望的最先进装甲和机械设备，因此关键设备不得不从英国和比利时进口。
切斯马号在服役阶段一直属于黑海舰队。1905年，在切斯马号的护航下，锡诺普号战列舰（Sinop）将发生舰员哗变的波将金号战列舰（Potemkin）从其申请庇护的罗马尼亚康斯坦察（Constanța）拖回塞瓦斯托波尔（Sevastopol）。1907年8月14日，切斯马号在被除名前被移交给塞瓦斯托波尔港管理局，重新命名为已除名船只4号（Stricken Vessel Nr.4）。1912年4月22日起作为火炮靶标测试装甲性能，后又作为鱼雷靶标，沉入坦德拉湾（Bay of Tendra）底部，最终在1920年代中期废弃。

## 设计

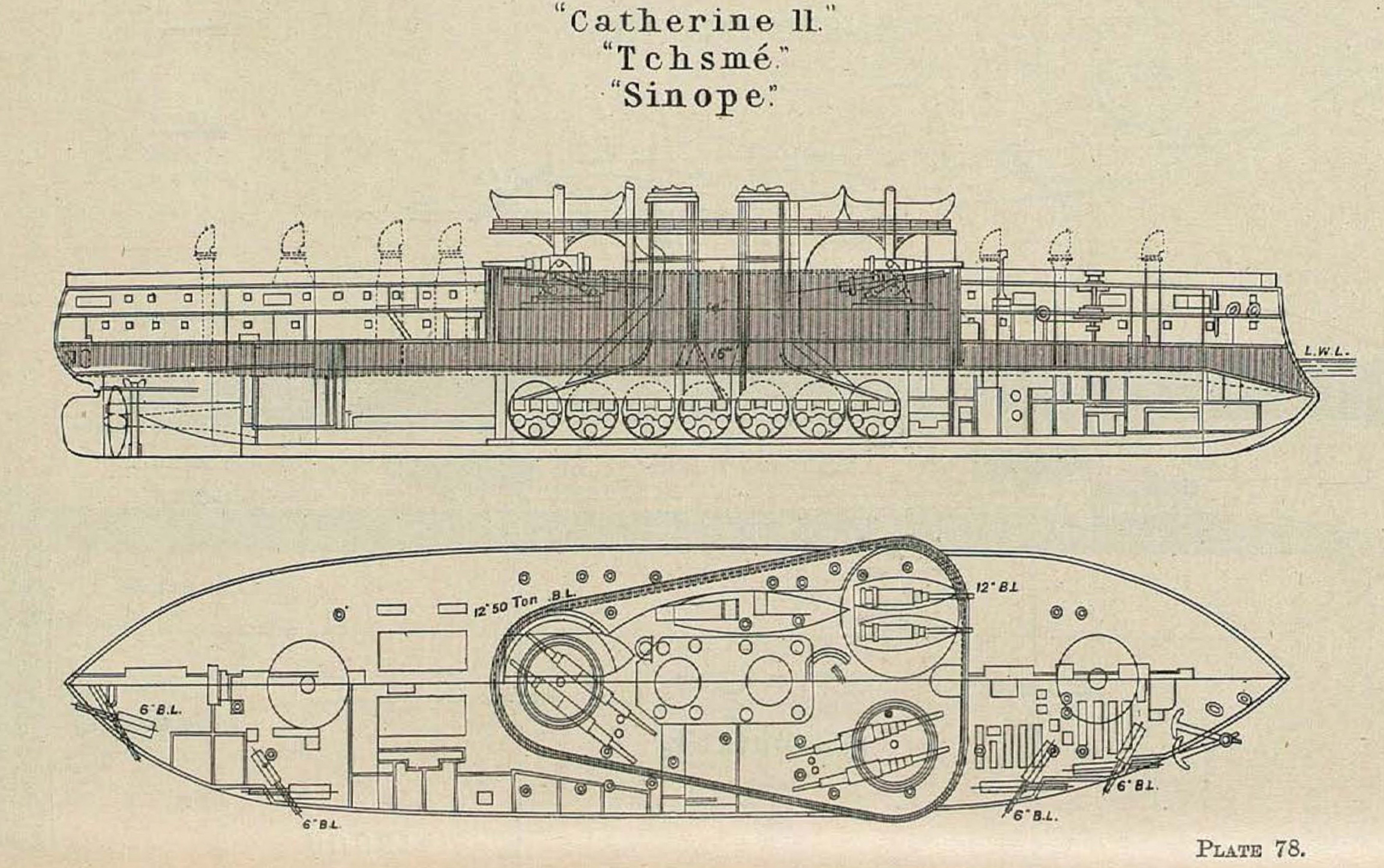
1896年Brassey海军年鉴刊载的线图

切斯马号水线长331英尺8.5英寸（101.1米），全长339英尺3英寸（103.4米）。宽68英尺11英寸（21.0m），吃水超出设计28英寸（710毫米），为28英尺10英寸（8.8米）。排水量11396长吨（11579吨），超出设计中的10181长吨（10344吨）约1200长吨（1220吨）。
切斯马号的引擎是两台立式三胀往复蒸汽机，由14个圆筒锅炉提供蒸汽。蒸汽机和锅炉均从比利时科克里尔公司（Cockerill company）进口，设计输出功率为9000额定马力（6700千瓦），而在试验时以9059额定马力（6755千瓦）达到16节的最高航速。满载时可携煤900长吨（910吨），10节航速时续航力2800海里，14.5节航速时续航力1367海里。
切斯马号与姊妹舰的主要不同是武器装备。六门12英寸（305毫米）1886式35倍径炮以双联装的形式，两组并列在前，一组在后。前部火炮的炮架可以旋转155度，左炮组是从右舷30度至左舷125度，右炮组旋回角是左舷30度至右舷125度。后部火炮的炮架可以旋转202度，高低射界为-2度到+15度。切斯马号的主炮被安装在不够平衡的转台上，当火炮都对准某个方向时会使船体倾斜。如果将火炮尽可能转向同一侧，产生的倾斜达7.6度，转台机构就很难再把火炮重新指向船头或船尾了。虽然这个问题被预料到并添加了平衡水箱，但要花两个小时才能注满的水箱几乎没什么用。1892年重新安排了转台上的设备后，这个问题得到了部分解决，而更彻底的解决方法要么被认为不够好，要么被认为太昂贵。据报告，包括转向瞄准时间在内，主炮的射速为每15到17分钟完成一个射击循环，每门火炮执行了60个发射循环。主炮的安装位置非常低，只在主甲板以上4英尺6英寸（1.37米），向舰艏或舰艉发射时会造成大面积的甲板损害。它们能发射重731.3磅（331.7千克）的轻弹和1003磅（455千克）的重弹，发射轻弹时炮口初速为2090英尺每秒（640米每秒），发射重弹时炮口初速为2000英尺每秒（610米每秒）.以15度仰角发射轻弹时，最大射程为11600码（10600米）。
七门6英寸（152毫米）奥布霍夫（Obukhov）1877式35倍径炮安装在枢轴炮架上，一门安装在船尾炮眼内，六门安装在舷侧炮眼内。八门47毫米（1.9英寸）五管哈乞开斯（Hotchkiss）转管炮装在船体内的小炮眼上，用来对付鱼雷艇。4门37毫米（1.5英寸）五管哈乞开斯转管炮安装在桅顶平台上。切斯马号还装有七具14英寸（356毫米）水上鱼雷发射管，舰艏两侧各有一具，每侧的舷侧前部和中央装甲堡尾部各有一具，最后一具在船尾。

## 历史

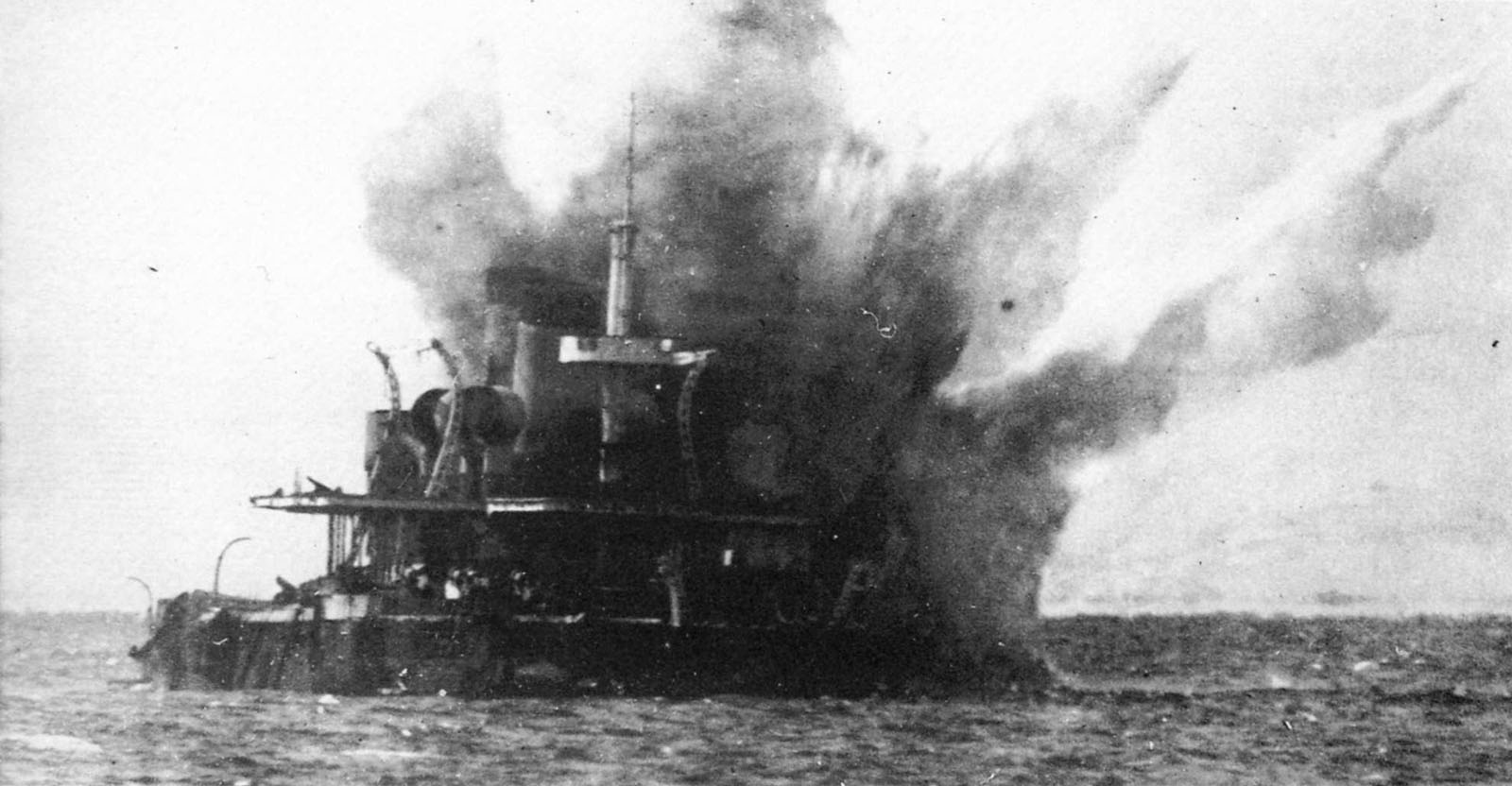
作为靶船的切斯马号

切斯马号因纪念1770年7月俄罗斯帝国海军战胜奥斯曼帝国海军的切斯马海战（Battle of Chesma）而得名，由塞瓦斯托波尔的俄罗斯轮船公司（RoPIT, Russian Steam Navigation Company）建造。1883年6月下旬动工，1886年5月18日下水，1889年5月29日完工。在1907年前一直属于黑海舰队，1895年可能因为机械问题而未出海，1902年进行了拖带观测气球的试验，次年更换了锅炉。虽有计划在更换锅炉时进行彻底改造，包括减少一层甲板，将主炮替换为两座装有12英寸40倍径火炮的双联装炮塔，并在炮塔之间安装装有克虏伯（Krupp）装甲的装甲堡，安装十门6英寸45倍径火炮等，但这个计划因过于昂贵而被放弃，已订购的炮塔被用在正在建造的前无畏舰圣金口若望号（Ioann Zlatoust）上。
1905年6月波将金号战列舰的舰员哗变之后，切斯马号的舰员也被认为是不可靠的，因此没有参加追击波将金号的行动。然而，在切斯马号的护航下，锡诺普号战列舰将波将金号其申请庇护的罗马尼亚康斯坦察拖回塞瓦斯托波尔。
1907年8月14日切斯马号在被除名前被移交给塞瓦斯托波尔港管理局。在被全部拆毁之前，由于切斯马号装有与甘古特级战列舰（Gangut-class）相同的装甲系统，海军部决定用其船体做全面的装甲性能测试。切斯马号被重新命名为已除名船只4号，拖曳到预定位置并倾斜7度，以模拟远距离炮击时炮弹的落角。讽刺的是，用来炮击她的火炮就是原准备在其改进时安装，而现用在圣金口若望号上的火炮。圣金口若望号在750米（2460英尺）距离上锚泊，用12英寸、8英寸和6英寸炮弹减装药发射以模拟在16000-18000码（15000-16000米）距离上的炮击效果。试验显示切斯马号在装甲板的支撑结构和甲板防护上有明显的弱点，但甘古特级木已成舟，无法进行弥补。后来，切斯马号被作为黑海舰队驱逐舰的鱼雷靶标，沉入坦德拉湾底部，最终在1920年代中期废弃。

## 相关
列特维赞号战列舰